# 小行星24858
小行星24858（24858 Diethelm）是一颗绕太阳运转的小行星，为主小行星带小行星。该小行星于1996年1月21日发现。

## 轨道参数
小行星24858的轨道半长轴为2.5591481 UA，离心率为0.185。